# Seattle Mariners
I Seattle Mariners sono una squadra professionistica di baseball della Major League Baseball (MLB), con sede a Seattle, Washington. Nati nel 1977, i Mariners sono membri della West division della American League (AL). A partire dal luglio 1999, disputano le loro gare interne al T-Mobile Park (denominato Safeco Field dal 1999 al 2018), a sud del centro di Seattle. Dal 1977 al giugno 1999, la squadra disputava le sue gare al Kingdome.
Posseduti fino al 2016 da Nintendo of America, i Mariners erano una delle tre squadre della Major League Baseball a essere di proprietà di una corporation; le altre sono gli Atlanta Braves (Liberty Media) e i Toronto Blue Jays (Rogers Communications). Il 27 aprile 2016, Nintendo ha annunciato la cessione della maggior parte delle proprie quote a First Avenue Entertainment, mantenendo un 10% della proprietà.
Il nome "Mariners" ha origine dall'importanza della cultura marina nella città di Seattle. Sono soprannominati anche "the M's", un titolo ispirato al loro logo principale nel periodo 1987-1992. Gli attuali colori della squadra blu marino, foglia di tè e argento, dopo essere stati blu reale e oro nel periodo 1977-1992; il 23 gennaio 2015, i Mariners rivelarono delle nuove uniformi alternative ispirate ai vecchi colori. La loro mascotte è Mariner Moose.
La squadra non ebbe una stagione con un record vincente fino al 1991 e non ebbe alcun vero successo fino al 1995, quando conquistò il primo titolo di division e sconfisse i New York Yankees nelle American League Division Series.
I Mariners sono l'unica franchigia a non aver mai partecipato alle World Series. Tuttavia detengono il record nella storia della MLB per il maggior numero di vittorie nel corso di una singola stagione, ottenuto nel 2001 con 116 partite vinte.

## Storia
I Mariners furono creati come risultato di una causa legale. Nel 1970, dopo l'acquisto dei Seattle Pilots e il loro trasferimento a Milwaukee (come Milwaukee Brewers) il futuro Commissioner Bud Selig, la città di Seattle, la Contea e lo Stato di Washington (rappresentato dall'allora procuratore generale e in seguito Senatore Slade Gorton) fecero causa alla American League per violazione contrattuale. Fiduciosa che la Major League Baseball avrebbe fatto ritorno a Seattle nel giro di pochi anni, la Contea di King costruì il Kingdome, un impianto multiuso che sarebbe diventato la casa della nuova squadra della NFL, i Seattle Seahawks, nel 1976. Il nome "Mariners" fu scelto dai dirigenti del club nell'agosto del 1976 in una lista di 600 nomi proposti da 15.000 persone che parteciparono a un apposito concorso.
Il debutto dei Seattle Mariners avvenne nel 1977 al Kingdome completamente esaurito, nella sconfitta per 7-0 contro i California Angels. Il 10 aprile 1977 fu colpito il primo fuoricampo della storia della squadra da parte di Juan Bernhardt. Quell'anno, il lanciatore Diego Seguí, alla sua ultima stagione nella MLB, divenne l'unico giocatore a giocare sia per i Pilots che per i Mariners. La prima annata si concluse con un record di 64-98, lo stesso dei Pilots nel 1969. Nel 1979, Seattle fu selezionata per ospitare il 50º All-Star Game della Major League. Dopo la stagione 1981, i Mariners sono stati venduti all'imprenditore della California e futuro ambasciatore statunitense in Spagna Argyros George.
Nel 1993 i Mariners indossarono le ancora odierne uniformi e il manager Lou Piniella che aveva guidato tre anni prima i Cincinnati Reds al titolo delle World Series. I tifosi accolsero con calore Piniella e questi sarebbe rimasto alla guida della squadra sino al 2002, venendo premiato per due volte come Manager dell'anno dell'American League.
Nel 2001, i Mariners conclusero con un record di 116-46, conquistando il titolo della West division, superando il primato della AL degli Yankees del 1998, fermatisi a 114. A fine anno, Ichirō Suzuki fu premiato come MVP, Major League Baseball Rookie of the Year Award dell'anno dell'American League e col Guanto d'oro, diventando il primo giocatore da Fred Lynn dei Boston Red Sox nel 1975 a vincere questi tre premi nello stesso anno.

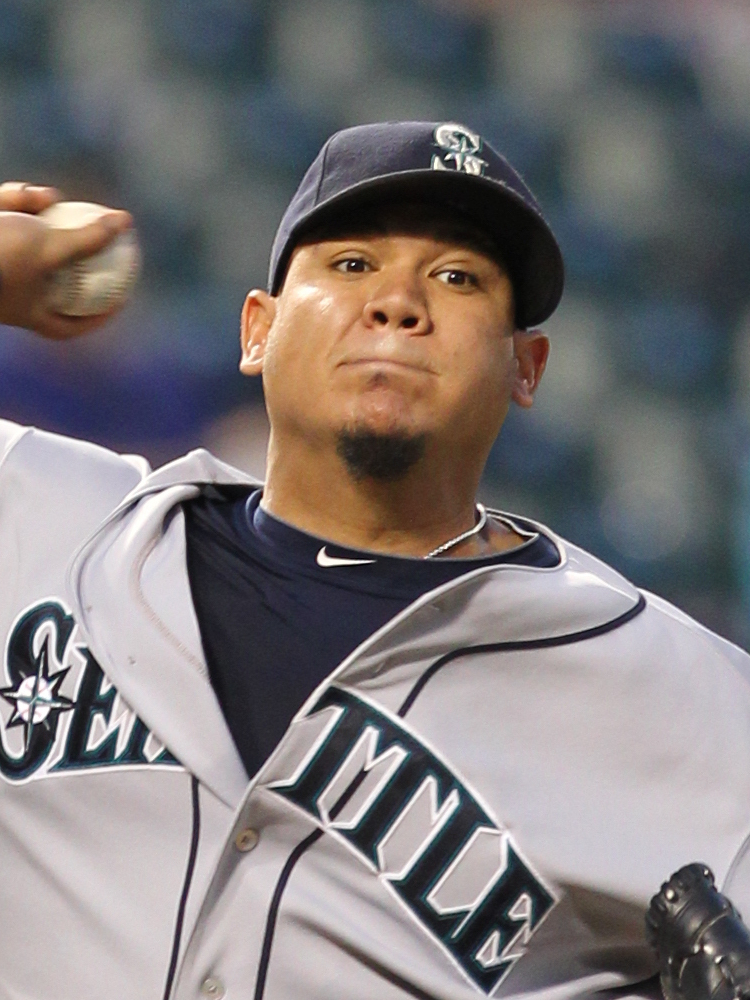
Félix Hernández

Il 22 ottobre 2008 i Mariners annunciarono l'acquisizione dei diritti dell'ex direttore e scouting dei Milwaukee Brewers Jack Zduriencik che sarebbe diventato direttore generale. Alcune settimane dopo, il 18 novembre, la squadra nominò Don Wakamatsu degli Oakland Athletics nuovo field manager. Wakamatsu and Zduriencik assunsero un nuovo staff di allenatore nel 2009, incluso l'ex MVP delle World Series John Wetteland. Vi fu anche il ritorno a Seattle dell'idolo dei tifosi Ken Griffey Jr.. Prima della stagione 2009-10 vi fu anche lo scambio del vincitore del Cy Young Award Cliff Lee con i Philadelphia Phillies, la firma del terza base Chone Figgins e il prolungamento contrattuale della stella "King" Félix Hernández. Il 2 giugno 2010. Ken Griffey Jr. annunciò il suo ritiro dopo 22 stagioni nella MLB.
L'8 giugno 2012, il lanciatore Kevin Millwood riuscì a lanciare il primo no-hitter nella storia della squadra: Millwood lancio 6 innings (BB,6 K) e poi dovette uscire per infortunio. Il 15 agosto 2012, Félix Hernández divenne il 23° lanciatore nella storia della MLB a realizzare un perfect game contro i Tampa Bay Rays, il primo nella storia del club.

### Record stagionali
- Miglior media in battuta: .372, Ichirō Suzuki (2004)
- Maggior numero di punti: 141, Alex Rodriguez (1996)
- Maggior numero di valide: 262, Ichirō Suzuki (2004) (Record della Major League)
- Maggior numero di doppi: 54, Alex Rodriguez (1996)
- Maggior numero di tripli: 12, Ichirō Suzuki (2005)
- Maggior numero di home run: 56, Ken Griffey Jr. (1997,98)
- Maggior numero di grandi slam: 4, Edgar Martínez (2000)
- Maggior numero di punti battuti a casa: 147, Ken Griffey Jr. (1997)
- Maggior numero di basi rubate: 60, Harold Reynolds (1987)
- Maggior numero di vittorie: 21, Jamie Moyer (2003)
- Minore media PGL: 2.27, Félix Hernández (2010)
- Maggior numero di strikeout: 308, Randy Johnson (1993)
- Maggior numero di gare complete: 14, Mike Moore (1985) and Mark Langston (1987)
- Maggior numero di salvezze: 45, Kazuhiro Sasaki (2001)

## Cronologia delle stagioni
Questa è una lista parziale delle ultime quindici stagioni dei Mariners.
| Anno | Record | Vittorie % | Posizione AL West | Playoff                                                                                | Note |
| ---- | ------ | ---------- | ----------------- | -------------------------------------------------------------------------------------- | --- |
| 2001 | 116-46 | .716       | 1ª                | Vittoria della ALDS vs Cleveland Indians, 3-2 Sconfitta ALCS vs New York Yankees, 4-1. | Chiusa la stagione regolare con un record di 116 vittorie, mentre nei playoffs un record di 4-6. |
| 2002 | 93-69  | .574       | 3ª                |                                                                                        | Celebrato il 25º anniversario della squadra |
| 2003 | 93-69  | .574       | 2nd               |                                                                                        | |
| 2004 | 63-99  | .389       | 4ª                |                                                                                        | Ichirō Suzuki segna il nuovo record della storia della MLB con 262 valide, superando il vecchio primato che durava da oltre 84 anni. |
| 2005 | 69-93  | .426       | 4ª                |                                                                                        | |
| 2006 | 78-84  | .481       | 4ª                |                                                                                        | |
| 2007 | 88-74  | .543       | 2ª                |                                                                                        | Celebrato il 30º anniversario della squadra |
| 2008 | 61-101 | .377       | 4ª                |                                                                                        | Peggiore record della AL prima della pausa per l'All-Star Game, prima squadra del 2008 ad avere un record di 100 sconfitte stagionali. Primo team del 2008 ad essere eliminato alla corsa dei playoff. Peggior record dal 1983, per aver superato quota 100 sconfitte in minor tempo. Primo team nella storia dell'intera MLB a perdere 100 gare stagionali con un monte stipendi di oltre $100 milioni di dollari.                                                 |
| 2009 | 85-77  | .520       | 3ª                |                                                                                        | Ichiro per più stagioni consecutive con 200-hit o più con 9 totali. |
| 2010 | 61-101 | .377       | 4ª                |                                                                                        | Félix Hernández vince il 2010 AL Cy Young Award come miglior lanciatore. Ichiro e Franklin Gutiérrez vincono i Gold Glove 2010 per l'AL Ichiro fa registrare la sua decima consecutiva stagione con una media alla battuta superiore dello 0.300 con 200 valide, vincendo il Gold Glove Award e venendo convocato per l'All-Star Game. |
| 2011 | 67-95  | .414       | 4ª                |                                                                                        | I lanciatori Félix Hernández, Brandon League e Michael Pineda, vengono convocati per l'All-Star Game, ma solo Pineda vi prende parte. |
| 2012 | 75-87  | .463       | 4th               |                                                                                        | Il lanciatore Félix Hernández mette a referto un no-hitter e un Perfect game. Ichiro è stato ceduto agli Yankees il 23 luglio 2012. |
| 2013 | 71-91  | .438       | 4ª                |                                                                                        | Malgrado il debutto in Major League di prospetti di primo livello come Nick Franklin, Mike Zunino, Brad Miller, Taijaun Walker e James Paxton, i Mariners ancora una volta non raggiungono i playoff. La squadra termina col secondo maggior numero di fuoricampo della American League (188 contro i 212 di Baltimore). Il 27 settembre, il manager Eric Wedge annuncia che non avrebbe fatto ritorno la stagione successiva. Viene sostituito da Lloyd McClendon. |
| 2014 | 87-75  | .537       | 3ª                |                                                                                        | |
| 2015 | 76-86  | .469       | 4ª                |                                                                                        | McClendon viene licenziato a fine stagione. |

## Giocatori importanti

### Membri della Baseball Hall of Fame
| Hall of Famer dei Seattle Mariners |      |
| Giocatore                          | Anno |
| Pat Gillick (dirigente)            | 2011 |
| Ken Griffey Jr.                    | 2016 |
| Goose Gossage                      | 2008 |
| Rickey Henderson                   | 2009 |
| Randy Johnson                      | 2015 |
| Edgar Martínez                     | 2019 |
| Gaylord Perry                      | 1991 |
| Dick Williams (allenatore)         | 2008 |

I giocatori in grassetto sono stati introdotti nella Hall of Fame con la divisa dei Mariners

### Membri della Seattle Mariners Hall of Fame

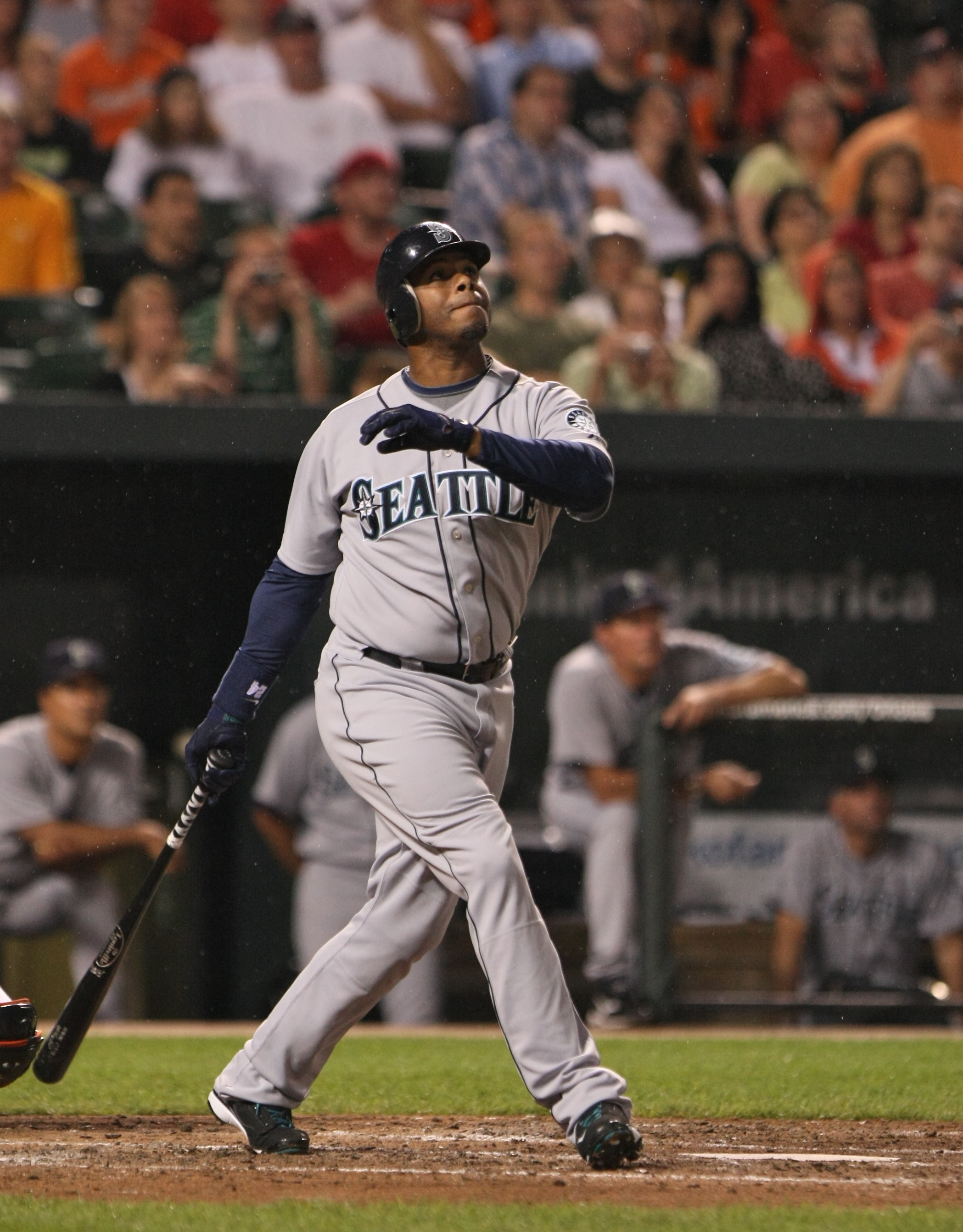
Ken Griffey Jr.

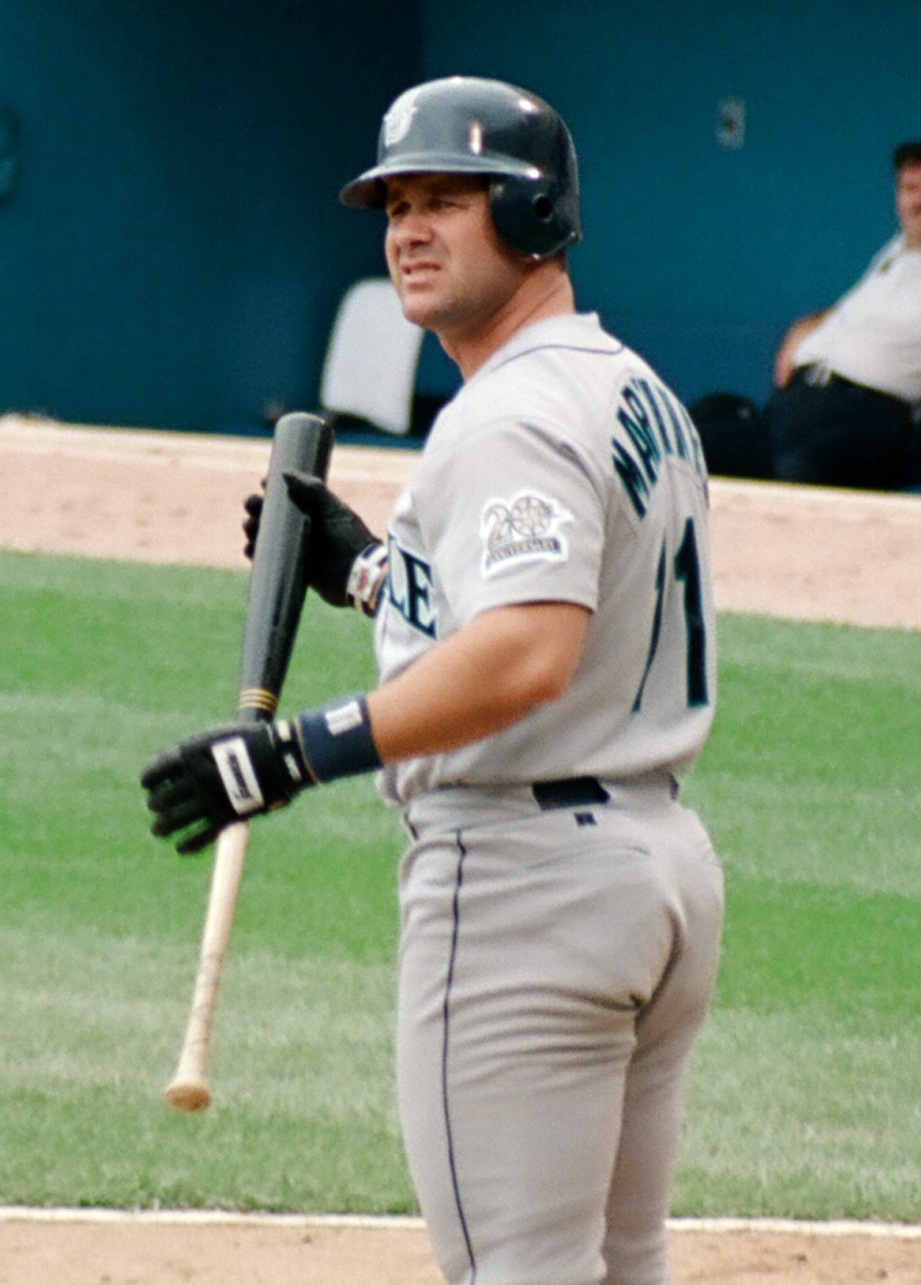
Edgar Martinez

| Seattle Mariners Hall of Fame |                 |         |                      |
| Numero                        | Giocatore       | Ruolo   | Anni                 |
|                               | Dave Niehaus    | Telecr. | 1977-2010            |
| 21                            | Alvin Davis     | 1B      | 1984-1991            |
| 19                            | Jay Buhner      | OF      | 1988-2001            |
| 11                            | Edgar Martínez  | DH      | 1987-2004            |
| 6                             | Dan Wilson      | C       | 1994-2005            |
| 51                            | Randy Johnson   | P       | 1989-1998            |
| 24                            | Ken Griffey Jr. | OF      | 1989-1999, 2009-2010 |
| 14                            | Lou Piniella    | Man.    | 1993-2002            |
| 50                            | Jamie Moyer     | P       | 1996-2006            |

### Numeri ritirati
I Mariners hanno ritirato due numeri: quello di Ken Griffey Jr. e quello di Edgar Martínez, oltre a quello di Jackie Robinson, ritirato da tutte le franchigie della MLB nel 1997.
| Edgar Martínez DH Ritirato nel 2017 | Ken Griffey Jr. OF Ritirato nel 2016 | Jackie Robinson - Ritirato da MLB nel '97 |

## Affiliate nella Minor League
| Livello | Team               | League                  | Luogo                             |
| ------- | ------------------ | ----------------------- | --------------------------------- |
| AAA     | Tacoma Rainiers    | Pacific Coast League    | Tacoma, Washington                |
| AA      | Arkansas Travelers | Texas League            | North Little Rock, Arkansas       |
| High-A  | Everett AquaSox    | Northwest League        | Everett, Washington               |
| Low-A   | Modesto Nuts       | California League       | Modesto, California               |
| Rookie  | ACL Mariners       | Arizona Complex League  | Peoria, Arizona                   |
| Rookie  | DSL Mariners       | Dominican Summer League | Boca Chica, Repubblica Dominicana |